# Sérézin-du-Rhône
Sérézin-du-Rhône település Franciaországban, Rhône megyében. Lakosainak száma 3057 fő (2022. január 1.). Sérézin-du-Rhône Vernaison, Communay, Saint-Symphorien-d'Ozon, Solaize és Ternay községekkel határos.

## Népesség
A település népessége az elmúlt években az alábbi módon változott:
| Lakosok száma | 2632 | 2588 | 2713 | 2664 | 2703 | 2772 | 2906 | 2981 | 3057 |
|               | 2013 | 2015 | 2016 | 2017 | 2018 | 2019 | 2020 | 2021 | 2022 |